# Medalla William Bowie
La Medalla William Bowie és concedida anualment per la Unió Geofísica Americana (American Geophysical Union, AGU) per «contribucions fonamentals destacades a la geofísica i per la cooperació desinteressada en la recerca». Aquest guardó és el màxim honor que atorga l'AGU i és nomenada així en honor de William Bowie, un dels cofundadors de la Unió.

## Premiats[2]
- 1939	William Bowie[3]
- 1940	Arthur Louis Day
- 1941	John Adam Fleming
- 1942	Nicholas Hunter Heck
- 1943	Oscar Edward Meinzer
- 1944	Henry Bryant Bigelow
- 1945	Jacob Aall Bonnevie Bjerknes
- 1946	Reginald Aldworth Daly
- 1947	Felix Andries Vening Meinesz
- 1948	James B. Macelwane
- 1949	Walter Davis Lambert
- 1950	Leason Heberling Adams
- 1951	Harald Ulrik Sverdrup
- 1952	Harold Jeffreys
- 1953	Beno Gutenberg
- 1954	Richard Montgomery Field
- 1955	Walter Hermann Bucher
- 1956	Weikko Aleksanteri Heiskanen
- 1957	William Maurice Ewing
- 1958	Johannes Theodoor Thijsse
- 1959	Walter M. Elsasser
- 1960	Francis Birch
- 1961	Keith Edward Bullen
- 1962	Sydney Chapman
- 1963	Merle Antony Tuve
- 1964	Julius Bartels
- 1965	Hugo Benioff[4]
- 1966	Louis B. Slichter
- 1967	Lloyd Berkner
- 1968	Roger Revelle
- 1969	Walter B. Langbein
- 1970	Bernhard Haurwitz
- 1971	Inge Lehmann
- 1972	Carl Eckart
- 1973 George P. Woollard
- 1974 A.E. Ringwood
- 1975 Edward Bullard
- 1976 Jule G. Charney
- 1977 James A. Van Allen
- 1978 Helmut E. Landsberg
- 1979 Frank Press
- 1980 Charles A. Whitten
- 1981	Herbert Friedman
- 1982	Henry M. Stommel
- 1983	Syun-iti Akimoto
- 1984	Marcel Nicolet
- 1985	H. William Menard
- 1986	James Dooge
- 1987	Robert N. Clayton
- 1988	Hannes Alfven
- 1989	Walter H. Munk
- 1990	Eugene N. Parker
- 1991	Don L. Anderson
- 1992	Alfred O. Nier
- 1993	Irwin I. Shapiro
- 1994	Peter S. Eagleson
- 1995	Claude Allègre
- 1996	Eugene Shoemaker
- 1997	Raymond Hide
- 1998	Richard M. Goody
- 1999	J. Freeman Gilbert[5]
- 2000	John A. Simpson
- 2001	Dan McKenzie
- 2002	Adam M. Dziewonski
- 2003	Donald L. Turcotte
- 2004	Keiiti Aki
- 2005	Johannes Geiss
- 2006	Carl Wunsch
- 2007	Susan Solomon[6]
- 2008	Gerald J. Wasserburg
- 2009	Ignacio Rodriguez-Iturbe
- 2010 Syukuro Manabe
- 2011 Louis J. Lanzerotti
- 2012 Anny Cazenave
- 2013 Raymond Roble
- 2014 Hiroo Kanamori
- 2015 Wilfried H. Brutsaert
- 2016 Stanley Robert Hart
- 2017 No concedida